# 알도 레오폴드

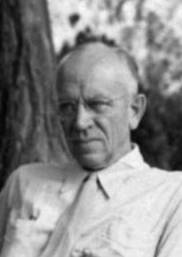
Leopold (1946)

알도 레오폴드 (Aldo Leopold, 1887년 1월 11일 ~ 1948년 4월 21일)는 미국의 작가, 철학자, 자연주의자, 과학자, 생태학자, 산림보호자, 환경보호론자이다. 그는 위스콘신 대학교의 교수였으며 그의 책 A Sand County Almanac (1949)로 가장 잘 알려져 있다. 이 책은 14개 언어로 번역되어 2백만 부 이상 팔렸다.
레오폴드는 현대 환경 윤리의 발전과 야생 보호 운동에 영향을 미쳤다. 자연과 야생 동물 보호에 대한 그의 윤리는 토지에 관한 생태 중심적 또는 전체론적 윤리와 함께 환경 운동에 지대한 영향을 미쳤다. 그는 생물다양성과 생태를 강조했으며 야생동물 관리 과학의 창시자였다.
그는 1887년 1월 11일 아이오와 주 벌링턴 에서 태어났다. 그의 아버지는 호두 책상을 만드는 사업가였다. 그의 모국어는 독일어였지만 그는 어린 나이에 영어를 마스터했다.
초기 생애는 야외 활동으로 강조되었다. 칼은 아이들을 숲 속으로 데려가 큰아들에게 목공예와 사냥을 가르쳤다. 관찰에 소질이 있었고 집 근처에서 새를 세고 목록을 작성하는 데 몇 시간을 보냈다. Prospect Hill 초등학교에 다녔고, 그곳에서 그는 학급에서 최상위권에 올랐고 그 다음에는 붐비는 Burlington High School에 다녔다. 매년 8월, 가족은 아이들이 탐험하기 위해 데려갔던 휴런 호수의 숲이 우거진 마켓 섬 에서 미시간주에서 휴가를 떠났다.
1900년, 농업부에서 새로 시행된 임업 부서를 감독했던 Gifford Pinchot 은 미국 최초의 임업 학교 중 하나를 시작하기 위해 예일 대학교에 돈을 기부했다. 이 소식을 듣고 임업을 직업으로 결정했다.  Leopold는 매일 Lawrenceville의 숲과 들판을 탐험할 수 있었지만 때로는 공부에 지장을 주기도 했지만 Yale에서는 그렇게 할 기회가 거의 없었다. 그의 학업과 사회 생활은 그의 야외 여행을 거의 그리고 멀리 만들었다.
1909년에 애리조나와 뉴멕시코 지역의 산림청 3구역에 배정되었다. 처음에 그는 애리조나 준주의 아파치 국유림에서 산림 조수로 일했다. 1911년에 그는 뉴멕시코 북부의 카슨 국유림으로 옮겨졌다. 1924년까지 뉴멕시코에 머물렀던 Leopold의 경력에는 그랜드 캐년에 대한 최초의 종합 관리 계획 개발, 산림청 최초의 게임 및 어류 핸드북 집필, 산림청 시스템의 최초 국가 야생 지역인 Gila Wilderness Area 제안이 포함되었다. .

1924년에 그는 위스콘신 주 매디슨에 있는 미국 임산물 연구소로의 전근을 수락하고 부국장이 되었다.
그는 1935년 독일과 오스트리아의 숲을 여행한 6명의 미국 산림청 직원 그룹의 일원이었다. 레오폴드는 특별히 게임 경영을 공부하기 위해 초청을 받았는데, 이번이 처음이자 유일한 해외 경험이었다. 그의 유럽적 관찰은 그의 생태학적 사고에 중대한 영향을 미쳤을 것이다.
레오폴드는 1912년 뉴멕시코 북부에서 에스텔라 베르제레와 결혼하여 5명의 자녀를 두었다. 그들은 UW-Madison 캠퍼스에서 가까운 소박한 2층 집에서 살았다. 그의 자녀들은 교사이자 박물학자로서 그의 발자취를 따랐다.
그는 위스콘신 중부의 모래 나라 에서 80에이커를 구입했다. 한때 숲이 우거진 지역은 벌목되었고, 반복되는 화재로 휩쓸려갔고, 젖소들이 과도하게 풀을 뜯었고, 황무지가 되었다. 그는 자신의 이론을 현장에 적용했고 결국 그의 죽음 직전에 완성된 베스트셀러 A Sand County Almanac (1949)를 집필하기 시작했다. 그는 산불과 싸우다가 심장마비로 사망했다. 그는 Burlington의 Aspen Grove Cemetery 에 묻혔다.
일찍이 레오폴드는 뉴멕시코에서 곰, 늑대, 퓨마를 사냥하고 죽이는 임무를 맡았다. 지역 목장주들은 가축 손실 때문에 이 포식자를 싫어했지만 레오폴드는 동물을 존중하게 되었다. 어느 날 늑대를 쏘아 죽인 레오폴드는 늑대에게 다가갔고 "그녀의 눈에서 맹렬한 녹색 불이 죽어가는 것"에 사로잡혔다. 그 경험은 그를 변화시켰고 생태중심적 관점을 향한 길을 가도록 했다. 그는 인간 지배의 필요성을 강조한 초기의 야생 윤리를 대체하는 생태학적 윤리를 발전시켰다. 그는 자연의 균형에서 포식자의 중요성을 재고한 결과 곰과 퓨마가 뉴멕시코 야생 지역으로 돌아왔다.
1920년대 초까지 미국 서부의 국유림에서 특정한 종류의 보존을 수용해야 한다고 결론지었다. 그는 "자동차의 확산"을 수용하기 위해 만연한 도로 건설과 공공 토지에 대한 점점 더 많은 레크리에이션 요구를 수용하기 위해 이것을 촉발했다. 그는 그러한 보존을 설명하기 위해 "야생"이라는 용어를 처음으로 사용했다. 그 후 20년 동안 그는 황야 개념을 옹호하는 데 윤리적, 과학적 근거를 추가했다. 그는 황야를 만드는 것보다 유지하는 것이 더 쉽다고 믿었다. 한 에세이에서 그는 수사학적으로 "지도에 공백이 없는 40개의 자유가 무슨 소용이 있겠습니까?"라고 물었다. Leopold는 윤리적 민감성이 대인 관계에서 사회 전체와의 관계, 토지와의 관계로 발전하여 편의, 정복 및 이기심을 기반으로 한 행동의 꾸준한 감소로 이어지는 것을 보았다.
1930년대까지 그는 야생 동물 관리 분야에서 미국 최고의 전문가였다.  그는 사냥감 보호소, 사냥법 및 원하는 사냥감의 특정 종을 보호하기 위한 기타 방법에 의존하기보다는 공공 및 민간 토지 소유자 모두에 의한 야생 동물 서식지의 과학적 관리를 옹호했다.

## 참고 문헌
- Errington, P. L. 1948. "In Appreciation of Aldo Leopold". The Journal of Wildlife Management, 12(4).
- Flader, Susan L. 1974. Thinking like a Mountain: Aldo Leopold and the Evolution of an Ecological Attitude toward Deer, Wolves, and Forests. Columbia: University of Missouri Press. ISBN 0-8262-0167-9ISBN 0-8262-0167-9.
- Lorbiecki, Marybeth. 1996. Aldo Leopold: A Fierce Green Fire. Helena, Mont.: Falcon Press. ISBN 1-56044-478-9ISBN 1-56044-478-9.
- Meine, Curt. 1988. Aldo Leopold: His Life and Work. Madison: University of Wisconsin Press. ISBN 0-299-11490-2ISBN 0-299-11490-2.